# Калешин Євген Ігорович
Євген Ігорович Калешин (прізвище іноді помилково передається як Калєшин; 20 червня 1978, Майкоп) — російський футболіст, захисник новоросійського «Чорноморця».

## Приватне життя
Представник футбольної династії Калешинів. Його дід — Віктор Калешин — футболіст майкопського «Динамо», очолював у Майкопі обласну колегію суддів. Батько — Ігор Калешин — відомий на Кубані футболіст. Брат — Віталій — гравець «Рубіна».